# Tubbataha
Tubbataha – rafa koralowa na Morzu Sulu w prowincji Palawan na Filipinach. Rafę tworzą dwa atole – North Atoll i South Atoll, które wraz z oddaloną o ok. 20 km na północ Jessie Beazley Reef objęte są ochroną w ramach Parku Morskiego Rafy Tubbataha (ang. Tubbataha Reefs Natural Park; filip. Bahurang Tubbataha). Park morski zajmuje powierzchnię prawie 100 tys. ha i charakteryzuje się wielką bioróżnorodnością. Występuje tu m.in. 360 gatunków koralowców, 600 gatunków ryb (w tym 11 gatunków rekinów), 100 gatunków ptaków, a jaja składają żółwie szylkretowe i zielone.  
W 1993 roku park został wpisany na listę światowego dziedzictwa UNESCO.

## Nazwa
„Tubbataha” w języku sama oznacza „długą rafę narażoną na odpływ”. Mieszkańcy sąsiedniej wyspy Cagayancillo nazywają rafę „Gusong”.   

## Geografia
Rafa Tubbataha znajduje się pośrodku Morza Sulu, ok. 150 km od Puerto Princesa w prowincji Palawan na Filipinach. Rafę tworzą dwa atole – North Atoll i South Atoll, które wraz z oddaloną o ok. 20 km na północ Jessie Beazley Reef objęte są ochroną w ramach Parku Morskiego Rafy Tubbataha (ang. Tubbataha Reefs Natural Park; filip. Bahurang Tubbataha). Rafy wykształciły się na podmorskim grzbiecie Cagayan Ridge utworzonym przez wygasłe wulkany. Między listopadem a marcem rafy narażone są na sztormy tropikalne związane z monsunami północno-wschodnimi, a między lipcem i październikiem południowo-zachodnimi.  

### Flora i fauna
Rafa znajduje się w tzw. Trójkącie Koralowym – obszarze wód tropikalnych obejmujących wody Indonezji, Malezji, Papui-Nowej Gwinei, Filipin, Wysp Salomona i Timoru Wschodniego, gdzie występuje 76% wszystkich gatunków koralowców budujących rafy koralowe i 37% wszystkich gatunków ryb koralowych.    
Występuje tu m.in. 360 gatunków koralowców, 600 gatunków ryb (w tym 11 gatunków rekinów), 100 gatunków ptaków, 13 gatunków delfinów i wielorybów a jaja składają żółwie szylkretowe i zielone. Na dwóch wysepkach rafy gniazduje m.in. endemit Anous minutus worcestri oraz zagrożony wyginięciem Fregata andrewsi.  

## Historia
Z uwagi na izolację geograficzną i niesprzyjające warunki, przez wieki rafa pozostawała poza zasięgiem systematycznej działalności człowieka. Jedynie w okresie letnim przypływali tu na połów ryb mieszkańcy sąsiedniej wyspy Cagayancillo. W latach 80. XX wieku bogata w ryby rafa stała się atrakcyjnym obszarem dla rybaków, którzy często używali drastycznych metod, stosując dynamit i cyjanek, by zagwarantować jak największy połów. Na skutek protestów nurków i aktywistów na rzecz ochrony przyrody, w 1988 roku utworzono tu narodowy park morski – pierwszy tego typu na terenie Filipin.     
W 1993 roku park został wpisany na listę światowego dziedzictwa UNESCO, a w 2009 roku wpis został poszerzony. W 1999 roku park został wypisany na listę konwencji ramsarskiej mokradeł o szczególnym znaczeniu.